# Екоцид
Екоцид представља деловање или процес који као резултат има наглу или драматичну промену природне околине на неком подручју, која за собом носи нарушавање еколошке равнотеже у облику наглог изумирања или миграције већег дела флоре и фауне. У ужем смислу под екоцидом се подразумевају процеси који су последица људске активности, пре свега кроз катастрофално загађење, неадекватно и неумерено коришћење природних ресурса, или њихово намерно уништавање током рата или етничког чишћења.
Израз је неологизам који потиче од грчке речи оикос ("кућа") и латинске речи цедере, а први пут се почео користити 1960-их, у време Вијетнамског рата, односно везано за контроверзну операцију Ранч Хенд током које су америчке снаге користиле Агент Оранж и друге дефолијанте у настојању да хемијским средствима "очисте" џунглу и тако одузму природни заклон Вијетнамским герилцима.
Израз је постепено стекао велику популарност међу еколошким и другим активистима, и користи се у сврхе буђења јавности за проблеме заштите околине, односно критиковања деловања корпорација и држава штетних по околину. Дуже времена трају покушаји да екоцид, слично као и геноцид, уђе у међународно кривично право као посебна врста злочина против мира, односно злочина против човечанства. Ови напори, међутим, нису дали неких значајнијих резултата.
Дана 22. јануара 2013. године, одбор од једанаест грађана из девет земаља ЕУ званично је покренуо "Европску грађанску иницијативу: Крај екоида у Европи " Европској комисији која је институција која предлаже нове законе ЕУ. Иницијатива има за циљ криминализацију екоцида, велику штету и уништавање екосистема, укључујући ускраћивање приступа тржишту за производе базиране на екоциду ЕУ и улагања у активности које изазивају екоцид. Три посланика, Кејт Тејлор, Ева Јоли и Јо Леинен, јавно су дали прве потписе. Иницијатива није прикупила 1 милион потребних потписа, већ се о њој расправљало у Европском парламенту. 